# Der beste Tag meines Lebens
Der beste Tag meines Lebens è il primo album da solista del rapper tedesco Kool Savas. È stato pubblicato il 4 novembre 2002 dall'etichetta discografica Optik Records.

## Tracce
1. Intro
2. Alle in einem
3. Don´t Hate (feat. Royce da 5'9" & Tre Little)
4. Optik Anthem (feat. Eko Fresh)
5. Dede (Skit)
6. Gib auf (feat. Azad)
7. Transatlantic (feat. A-Plus)
8. Till ab Joe
9. Babanne (Skit)
10. Keep it Gangsta (feat. Kurupt)
11. Wie S
12. Der beste Tag meines Lebens (feat. Valezka)
13. Dunne (feat. Eko Fresh)